# Orio
Pour l’article ayant un titre homophone, voir Horiot.

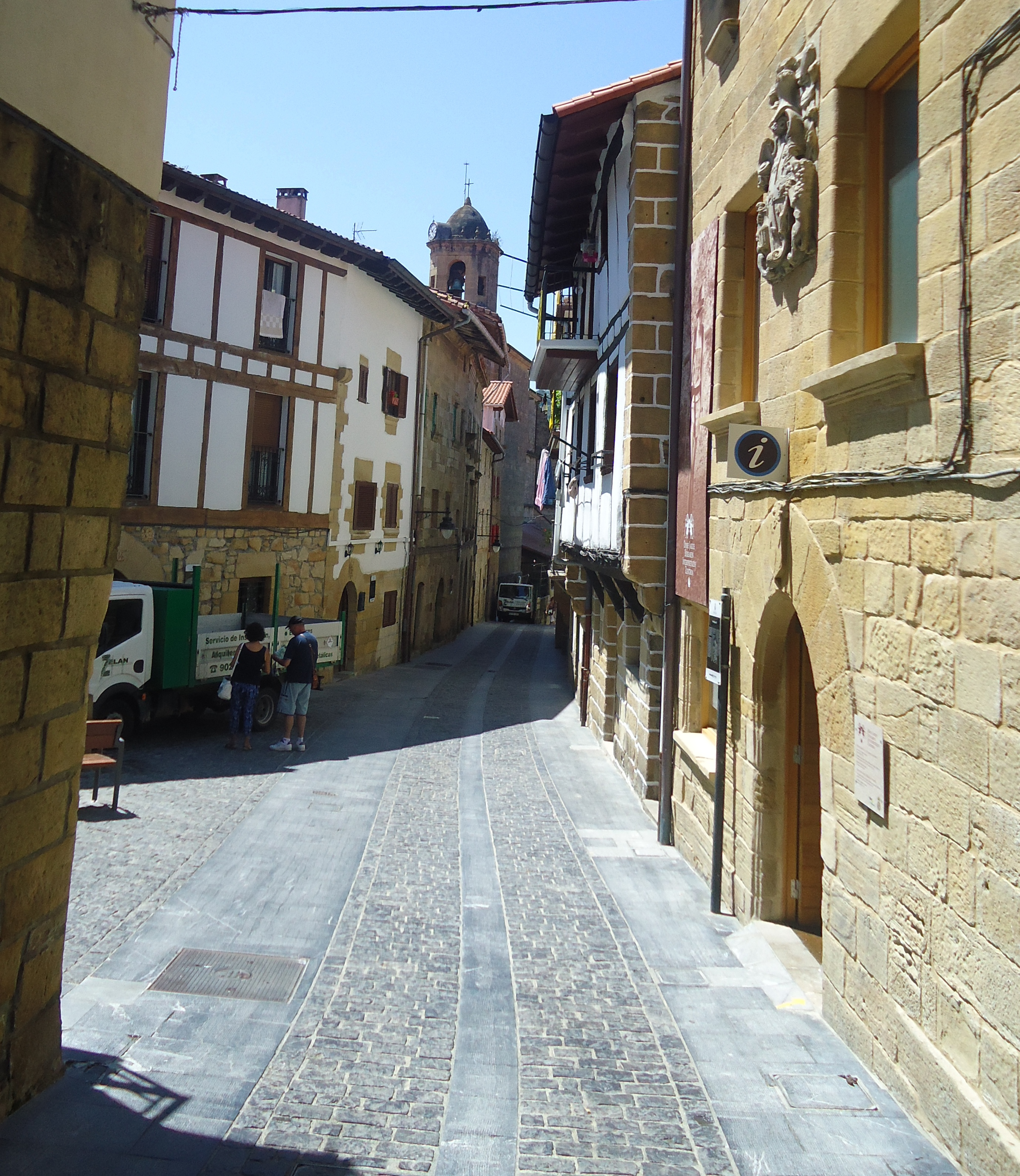
Rue principale d'Orio

Orio est une commune du Guipuscoa dans la communauté autonome du Pays basque en Espagne. Elle est située à l'embouchure du fleuve Oria et à proximité de la station balnéaire de Zarautz. C'est un port de pêche actif qui tend à devenir une station balnéaire.
La commune fait partie de l'Eurocité basque Bayonne - San Sebastian.

## Étymologie
Il est possible que le nom d'Orio ne soit pas plus qu'une déformation de la rivière Oria dans l'embouchure duquel on trouve la population. La ville a été pour la première fois mentionnée au Moyen Âge par le nom de la paroisse Noble et de Leal Villarreal de San Nicolás de Bari de Orio, mais la ville est simplement connue sous le nom Orio. De manière coloquiale (connotation) en basque le nom de la ville est prononcé "Óriyo".
L'origine étymologique du nom de la rivière est inconnue. Une hypothèse est qu'il vienne du latin aurea (dorée) ou bien du horia basque (jaune), qui possèdent des significations semblables. D'autres le rapprochent de ur (eau, rivière). Enfin, étant en zone montagneuse, il peut aussi y avoir un rapport avec le Pic d'Orhy. En tout cas, par cette similitude entre le nom du village et de la couleur jaune, cette couleur est utilisée depuis les nombreuses années comme symbole de la commune. Cette tradition est due au fait que le succès de la traînière d'Orio utilise depuis un siècle cette couleur. Le drapeau d'Orio est de couleur jaune avec le blason du village en noir. Les affiches indiquant les rues sont sur fond jaune, etc.
On connait les habitants d'Orio comme oriotarras, gentilé en basque et qui est indistinctement utilisé pour hommes que pour femmes, le basque n'ayant pas de genre). Les oriotarras ont, en basque, le surnom de ijitoak (gitans), puisque les gitans expulsés de Zarautz restaient plus longtemps à Orio.

## Géographie
Orio se trouve sur la côte du Gipuzkoa. Le village est flanqué dans les dernières méandres de la rivière Oria avant son embouchure dans la mer Cantabrique.
La rivière Oria marque dans les grandes lignes les limites méridionales et occidentales d'Orio avec Aia, Orio restant sur la rive droite de la rivière et Aia dans celle de gauche. Comme curiosité il convient de dire que même si la rivière marque les limites entre Orio et Aia, les deux rives restaient sous la juridiction d'Orio qui contrôlait traditionnellement l'estuaire (ria) de l'Oria face à son voisin Aia. Appartient ainsi aussi à Orio une petite bande de terre sur la rive gauche de la rivière. Avec cette bande il y a de petites enclaves de terrain entre les mains d'Orio sur le bord gauche. La plage fluviale Txurruka ou Oribazar, la nouvelle crête de l'embouchure, les installations du club d'aviron ou un terrain appelé Motondo.
Orio est limité au nord par la mer Cantabrique, tronçon de côte appartenant à Orio formé pour la plupart par des falaises. La seule zone de la côte se trouve précisément dans le bord droit de l'embouchure de la rivière Oria, où se situe la plage d'Antilla. La zone nord-est de la commune est formée par la montagne Talaimendi (montagne de la tour de guet), qui termine dans le sommet Kukuarri de 362 mètres.

## Quartiers
Orio se caractérise comme étant un village assez compact, où la plus grande partie de la population se concentre dans le noyau urbain (quelque 4 000 personnes).
Le polygone d'Anibarko Portua (Port d'Aníbar) se trouve avec la route N-634, avec l'entrée du village (en venant depuis Usurbil) et il est légèrement séparé du reste du noyau urbain. Il a quelque 440 habitants et est peut-être l'exception la plus remarquable.
Dispersés sur le reste du territoire municipal d'Orio vivent quelque 270 personnes, pour la plupart habitant dans des fermes. Quelques-unes de ces fermes (caseríos) sont groupées dans de petits quartiers avec une certaine organisation. Les connaissances San Martín, situé dans une hauteur qui domine le village et avec l'ancien chemin royall qui unissait Orio avec le quartier donostiarra d'Igueldo, Ortzaika et Saikola, situés sur la route qui va d'Orio à Usurbil. Saikola est juste dans la limite du territoire municipal d'Usurbil.

## Localités limitrophes
La commune d'Orio appartient à la comarque d'Urola Kosta. Elle se situe à 17 km de la capitale de la province, Saint-Sébastien. Zarautz est à 6,5 km est la "tête" régionale. L'accès principal se fait par la route N-634, qui relie les villes voisines Usurbil et de Zarautz. L'autoroute A-8 (Bilbao-Béhobia) traverse la commune et dispose d'une sortie construite tout récemment vers cette ville.
Elle est limitée à l'est par Saint-Sébastien et Usurbil, au sud et à l'ouest par la commune d'Aia.

## Histoire
Orio a, à l'origine, été une simple paroisse ou une collation consacrée à San Nicolás de Bari. En 1180 elle a été incluse dans les limites de la ville de Saint-Sébastien.
Elle a gagné de l'importance comme localité en tant que passage de la Ruta Jacobea route Jacobine de la Côte pour les Pèlerins de Saint Jacques de Compostèle. Les pèlerins arrivaient à Orio à travers le chemin qui allait depuis Saint-Sébastien par Igueldo et remontaient en bateau la rivière Oria à la hauteur d'Orio, avec des revenus conséquent pour l'économie locale.
Afin de renforcer cette localité côtière, ses forges et leurs chantiers navals, le roi Jean Ier de Castille lui accorde, le 12 juillet 1379, les juridictions de Saint-Sébastien en reconnaissant la ville sous le nom Villarreal de San Nicolás d'Orio.

## Économie
L'économie d'Orio a été traditionnellement attachée à la mer. La pêche et la construction navale, complétées par l'agriculture. Elles étaient les principales activités économiques de cette ville.
Le port sportif d'Orio est un port fluvial. Actuellement les bateaux de pêche s'amarrent dans la ria d'Oria face au centre d'Orio. Curieusement le quai est aussi la place centrale due la ville.
Anciennement la ria d'Orio disposait une grande activité de construction. Il y avait de nombreux chantiers navals où on construisait des frégates pour l'Armada, galions et autres bateaux plus petits. Pendant le XIXe siècle la barre de la rivière Oria a été remplie de sable, empêchant le passage des navires de gros tonnage, et mettant fin à l'activité des chantiers navals.
À l'activité de pêche du port s'ajoutait une importante activité de commerce du fer et produits fabriqués dans les forges de la zone (comme ancres) envers l'Angleterre.
Actuellement persiste une activité de pêche côtière (anchois, Chinchard, maquereau, thon), mais avec moins d'importance que dans le passé. L'activité de pêche est dans une crise continue depuis les années 1970. Il y avait alors plus de 50 bateaux de pêche à Orio. En 1996 ils ne restaient pas plus de 30 bateaux qui donnaient du travail a environ 300 personnes. Durant les dernières 10 années l'activité de pêche s'est décomposée encore plus.
Le 14 mai 1901 les arrantzale oriotarrak en basque (pêcheurs d'orio) ont chassé aussi la dernière baleine de race basque, appelée franche, en mer Cantabrique.

## Patrimoine

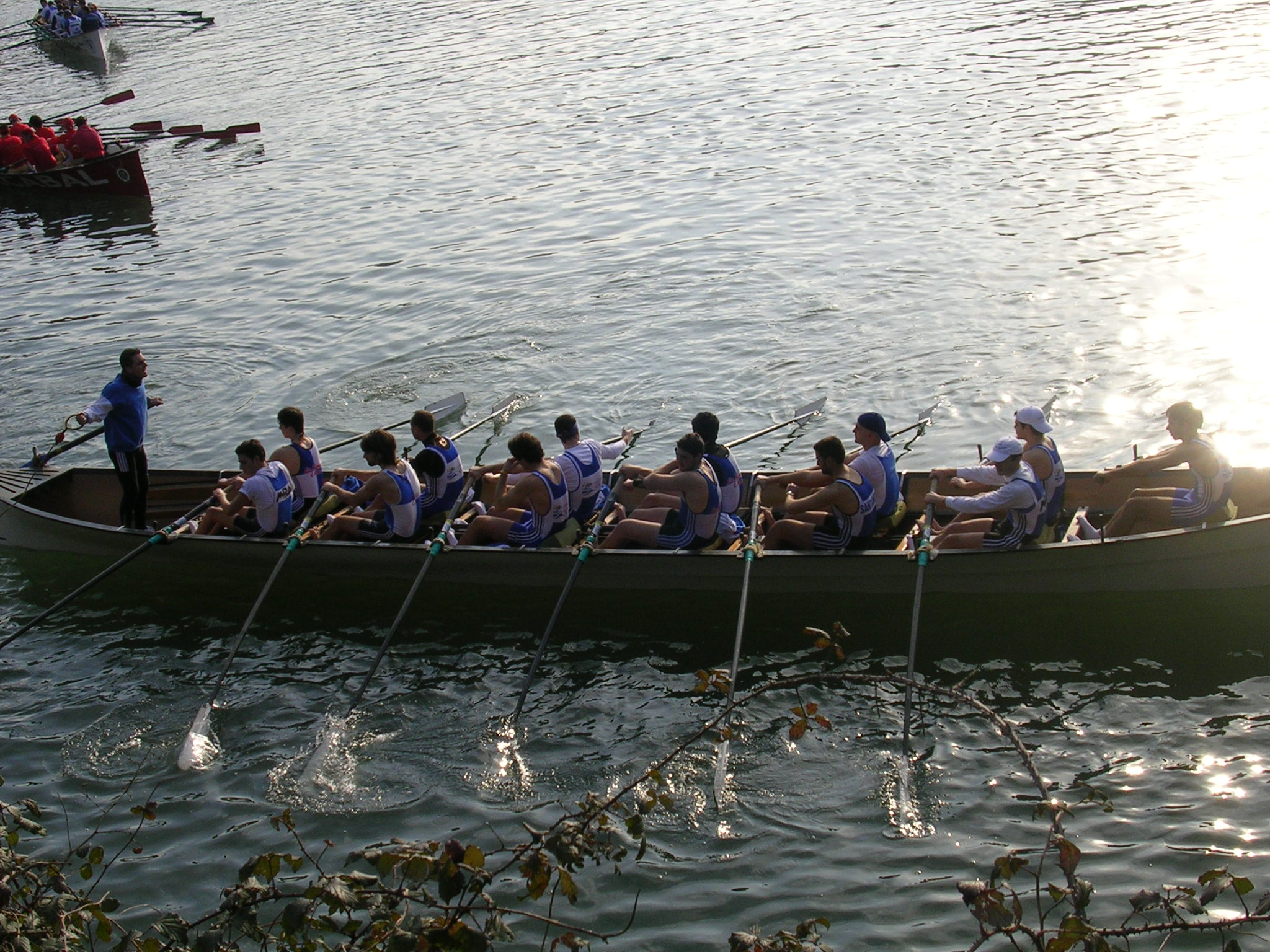
Club de traînière d'Orio

## Héraldique
|  | Les armes de Orio se blasonnent ainsi : Écartelé, au 1 d'azur au vaisseau au naturel sur une onde d'argent et d'azur ; au 2 d'or a l'ancre au naturel ; au 3 d'or au canon au naturel ; au 4 d'azur à la tour d'argent ouverte et ajourée de gueules.,. |

## Personnalités
- Frère José Maria Lerchundi (père Lerchundi) (1836-1896): moine franciscain et arabisant.
- Juan Zaragüeta (1883-1974): prêtre et philosophe.
- Jorge Oteiza (1908-2003): sculpteur, poète et artiste contemporain.
- Benito Lertxundi (1942-): chanteur-interprète. Fut un des fondateurs de la nouvelle chanson basque des années 1960.
- Esteban Azkue (1944-): champion du monde de ball-trap (fosse olympique).
- Anjel Lertxundi (1948-): Est un des principaux écrivains en langue basque (euskara).
- José Luis Korta Elizondo, né le 25 avril 1949 à Orio, Guipuscoa, est un ex-rameur, un patron, un entraîneur d'aviron (traînière) et showman à la télévision.
- Najat Kaanache, née en 1978 à Orio est une cheffe cuisinière maroco-espagnole.

### Sources
- (es) Cet article est partiellement ou en totalité issu de l’article de Wikipédia en espagnol intitulé « Orio » (voir la liste des auteurs).